# Список чемпионов мира Всемирной боксёрской организации
Список чемпионов мира по боксу по версии ВБО (WBO), включает чемпионов сертифицированных Всемирной боксерской организацией (WBO). WBO является одним из четырех основных руководящих органов в профессиональном боксе и присуждает титулы чемпионов мира в 17 весовых категориях с 1989 года.
|  | Действующий чемпион                            |
|  | Наибольшее количество непрерывных защит титула |

### Тяжёлый вес (200+ фунт., 90.718+ кг)
| № | Боксер              | Время действия титула             | Количество защит |
| --- | ------------------- | --------------------------------- | ---------------- |
| 1 | Франческо Дамиани   | 6 мая 1989 — 11 января 1991       | 1                |
| 2 | Рэй Мерсер          | 11 января — 28 декабря 1991       | 1                |
| В декабре 1991 года Мерсер был лишен титула за то, что подписал контракт на бой с Ларри Холмсом вместо обязательного претендента Майкла Мурера.                                                                                              |                     |                                   |                  |
| 3 | Майкл Мурер         | 15 мая 1992 — 8 февраля 1993      | 0                |
| Мурер отказался от титула, чтобы его рейтинг могли оценить другие санкционирующие органы. |                     |                                   |                  |
| 4 | Томми Моррисон      | 7 июня 1992 — 29 октября 1993     | 1                |
| 5 | Майкл Бентт         | 29 октября 1993 — 19 марта 1994   | 1                |
| 6 | Херби Хайд          | 19 марта 1994 — 11 марта 1995     | 0                |
| 7 | Риддик Боу          | 11 марта 1995 — 5 мая 1996        | 1                |
| Боу был лишен титула, когда отклонил предложение Дона Кинга. |                     |                                   |                  |
| 8 | Генри Акинванде     | 29 июня 1996 — 29 января 1997     | 2                |
| Акинванде отказался от титула по просьбе WBC, чтобы стать обязательным претендентом на предстоящий бой между Ленноксом Льюисом и Оливером Макколлом за вакантный пояс.                                                                       |                     |                                   |                  |
| 9 | Херби Хайд (2)      | 28 июня 1997 — 26 января 1999     | 2                |
| 10 | Виталий Кличко      | 26 июня 1999 — 1 апреля 2000      | 2                |
| 11 | Крис Бёрд           | 1 апреля — 14 октября 2000        | 0                |
| 12 | Владимир Кличко     | 14 октября 2000 — 8 марта 2003    | 5                |
| 13 | Корри Сандерс       | 8 марта — 7 октября 2003          | 0                |
| Сандерс отказался от титула, чтобы подписать контракт с Доном Кингом. |                     |                                   |                  |
| 14 | Леймон Брюстер      | 10 апреля 2004 — 1 апреля 2006    | 3                |
| 15 | Сергей Ляхович      | 1 апреля — 4 ноября 2006          | 0                |
| 16 | Шэннон Бриггс       | 4 ноября 2006 — 2 июня 2007       | 0                |
| 17 | Султан Ибрагимов    | 2 июня 2007 — 23 февраля 2008     | 1                |
| 18 | Владимир Кличко (2) | 23 февраля 2008 — 28 ноября 2015  | 14               |
| 19 | Тайсон Фьюри        | 28 ноября 2015 — 12 октября 2016  | 0                |
| Фьюри, который ранее отказался от матча-реванша с Владимиром Кличко до того, как сдал положительный тест на кокаин, освободил титул после повторного положительного теста, сославшись на необходимость сосредоточиться на лечении депрессии. |                     |                                   |                  |
| 20 | Джо Паркер          | 10 декабря 2016 — 31 марта 2018   | 2                |
| 21 | Энтони Джошуа       | 31 марта 2018 — 7 декабря 2019    | 1                |
| 22 | Энди Руис           | 1 июня — 7 декабря 2021           | 0                |
| 23 | Энтони Джошуа (2)   | 7 декабря 2019 — 25 сентября 2021 | 1                |
| 24 | Александр Усик      | 25 сентября 2021 — н.в.           | 5                |

### Первый тяжёлый вес (200 фунт., 90.718 кг)
| № | Боксер                | Время действия титула              | Количество защит |
| --- | --------------------- | ---------------------------------- | ---------------- |
| 1 | Ричард Бун Пальц      | 3 декабря 1989 — 17 мая 1990       | 0                |
| 2 | Магне Хавно           | 17 мая 1990 — 15 февраля 1991      | 2                |
| Хавно освободил титул.                                                                                                 |                       |                                    |                  |
| 3 | Тайрон Буз            | 25 июля 1992 — 13 февраля 1993     | 1                |
| 4 | Маркус Ботт           | 13 февраля 1992 — 26 июня 1993     | 0                |
| 5 | Нестор Джованнини     | 26 июня 1993 — 17 декабря 1994     | 1                |
| 6 | Дариуш Михальчевский  | 17 декабря 1994 — март 1995        | 0                |
| Михальчевски отказался от титула в пользу титула WBO в полутяжёлом весе, которым он уже владел.                        |                       |                                    |                  |
| 7 | Ральф Роккиджани      | 10 июня 1995 — 4 октября 1997      | 6                |
| 8 | Карл Томпсон          | 4 октября 1997 — 27 марта 1999     | 2                |
| 9 | Джонни Нельсон        | 27 марта 1999 — 22 сентября 2006   | 13               |
| Нельсон завершил карьеру после травмы спины, полученной во время тренировочного лагеря перед боем с Энцо Маккаринелли. |                       |                                    |                  |
| 10 | Энцо Маккаринелли     | 22 сентября 2006 — 8 марта 2008    | 4                |
| 11 | Дэвид Хэй             | 8 марта — 14 июля 2008             | 0                |
| Хэй освободил титул в связи с переходом в тяжелый вес.                                                                 |                       |                                    |                  |
| 12 | Виктор Эмилио Рамирес | февраль — 5 декабря 2009           | 1                |
| 13 | Марко Хук             | 5 декабря 2009 — 14 августа 2015   | 13               |
| 14 | Кшиштоф Гловацкий     | 14 августа 2015 — 17 сентября 2016 | 1                |
| 15 | Александр Усик        | 17 сентября 2016 — 5 июня 2019     | 6                |
| Усик освободил титул в связи с переходом в тяжелый вес.                                                                |                       |                                    |                  |
| 16 | Кшиштоф Гловацкий (2) | 5 июня — 15 июня 2019              | 0                |
| 17 | Майрис Бриедис        | 15 июня — 25 ноября 2019           | 0                |
| Бриедис лишен титула за то, что не согласился на немедленный матч-реванш с Гловацким.                                  |                       |                                    |                  |
| 18 | Лоуренс Околи         | 27 марта 2021 — 27 мая 2023        | 3                |
| 19 | Крис Биллам-Смит      | 27 мая 2023 — 16 ноября 2024       | 2                |
| 20 | Хильберто Рамирес     | 16 ноября 2024 — н.в.              | 0                |

### Полутяжёлый вес (175 фунт., 79.378 кг)
| № | Боксер               | Время действия титула              | Количество защит |
| --- | -------------------- | ---------------------------------- | ---------------- |
| 1 | Майкл Мурер          | 3 декабря 1988 — 1991              | 9                |
| 2 | Лионзер Барбер       | 9 мая 1991 — 10 сентября 1994      | 4                |
| Мурер освободил титул в связи с переходом в тяжелый вес.                                                      |                      |                                    |                  |
| 3 | Дариуш Михальчевский | 10 сентября 1994 — 10 октября 2003 | 23               |
| 4 | Хулио Сесар Гонсалес | 10 октября 2003 — 17 января 2004   | 0                |
| 5 | Жольт Эрдеи          | 17 января 2004 — 13 января 2009    | 11               |
| Эрдеи освободил титул в связи с переходом в 1-й тяжёлый вес.                                                  |                      |                                    |                  |
| 6 | Юрген Бремер         | 13 ноября 2009 — 19 мая 2011       | 2                |
| Брамер был лишен титула после того, как отказался от боя против Нэйтена Клеверли, сославшись на травму глаза. |                      |                                    |                  |
| 7 | Нэйтен Клеверли      | 19 мая 2011 — 18 августа 2013      | 5                |
| 8 | Сергей Ковалёв       | 18 августа 2013 — 19 ноября 2016   | 8                |
| 9 | Андре Уорд           | 19 ноября 2016 — 21 сентября 2017  | 1                |
| Уорд завершил карьеру.                                                                                        |                      |                                    |                  |
| 10 | Сергей Ковалёв (2)   | 25 ноября 2017 — 4 августа 2018    | 1                |
| 11 | Элейдер Альварес     | 4 августа 2018 — 2 февраля 2019    | 0                |
| 12 | Сергей Ковалёв (3)   | 2 февраля — 2 ноября 2019          | 1                |
| 13 | Сауль Альварес       | 2 ноября — 17 декабря 2019         | 0                |
| Альварес освободил титул в связи с переходом во 2-й средний вес.                                              |                      |                                    |                  |
| 14 | Джо Смит мл.         | 10 апреля 2021 — 18 июня 2022      | 1                |
| 15 | Артур Бетербиев      | 18 июня 2022 — 22 февраля 2025     | 3                |
| 16 | Дмитрий Бивол        | 22 февраля 2025 — н. в.            | 0                |

### Второй средний вес (168 фунт., 76.203 кг)
| № | Боксер             | Время действия титула              | Количество защит |
| --- | ------------------ | ---------------------------------- | ---------------- |
| 1 | Томас Хирнс        | 4 ноября 1988 — 20 мая 1991        | 2                |
| Титул Хирнса был признан вакантным в рейтинге WBO за апрель 1991 года, опубликованном. Позднее он перешел в полутяжелый вес. |                    |                                    |                  |
| 2 | Крис Юбенк         | 21 сентября 1991 — 18 марта 1995   | 14               |
| 3 | Стив Коллинз       | 18 марта 1995 — 2 октября 1997     | 7                |
| Коллинз был лишён титула после того, как получил травму ноги и впоследствии снялся с боя против Джо Кальзаге.                |                    |                                    |                  |
| 4 | Джо Кальзаге       | 11 октября 1997 — 26 сентября 2008 | 21               |
| Кальзаге, сославшись на трудности с набором веса, отказался от титула после перехода в полутяжелый вес.                      |                    |                                    |                  |
| 5 | Денис Инкин        | 27 сентября 2008 — 10 января 2009  | 0                |
| 6 | Карой Бальжаи      | 10 января — 22 августа 2009        | 1                |
| 7 | Роберт Штиглиц     | 22 августа 2009 — 25 августа 2012  | 6                |
| 8 | Абрахам Артур      | 25 августа 2012 — 23 марта 2013    | 1                |
| 9 | Роберт Штиглиц (2) | 23 марта 2013 — 1 марта 2014       | 2                |
| 10 | Абрахам Артур (2)  | 1 марта 2014 — 9 апреля 2016       | 5                |
| 11 | Хильберто Рамирес  | 9 апреля 2016 — 13 мая 2019        | 5                |
| Рамирес освободил титул в связи с переходом в полутяжелый вес.                                                               |                    |                                    |                  |
| 12 | Билли Джо Сондерс  | 18 мая 2019 — 8 мая 2021           | 2                |
| 13 | Сауль Альварес     | 8 мая 2021 — н.в.                  | 6                |

### Средний вес (160 фунт., 72.574 кг)
| № | Боксер               | Время действия титула             | Количество защит |
| --- | -------------------- | --------------------------------- | ---------------- |
| 1 | Дуг ДеВитт           | 18 апреля 1989 — 29 апреля 1990   | 1                |
| 2 | Найджел Бенн         | 29 апреля — 18 ноября 1990        | 1                |
| 3 | Крис Юбенк           | 18 ноября 1990 — 17 июля 1991     | 3                |
| Юбэнк освободил титул в связи с переходом во 2-й средний вес. |                      |                                   |                  |
| 4 | Джеральд Макклеллан  | 20 ноября 1991 — 2 апреля 1993    | 0                |
| Макклеллан освободил титул в связи с переходом во 2-й средний вес. |                      |                                   |                  |
| 5 | Крис Паетт           | 19 мая 1993 — 11 мая 1994         | 2                |
| 6 | Стив Коллинз         | 11 мая 1994 — 22 апреля 1995      | 0                |
| Коллинз освободил титул в связи с переходом во 2-й средний вес. |                      |                                   |                  |
| 7 | Лонни Брэдли         | 19 мая 1995 — 7 ноября 1997       | 6                |
| Брэдли освободил титул из-за травмы. |                      |                                   |                  |
| 8 | Отис Грант           | 13 декабря 1997 — 14 ноября 1998  | 1                |
| Грант освободил титул в связи с переходом в полутяжелый вес чтобы бросить вызов Рою Джонсу-младшему. |                      |                                   |                  |
| 9 | Берт Шенк            | 30 января — 14 июля 1999          | 1                |
| 10 | Джейсон Мэтьюз       | 17 июля — 27 ноября 1999          | 0                |
| 11 | Арманд Крайнц        | 27 ноября 1999 — 6 апреля 2002    | 3                |
| Крайнц освободил титул 4 июня 2001 года в связи с конфликтом с Universum Box-Promotion. Однако 17 сентября 2001 года WBO единогласно проголосовала и Крайнц оставался чемпионом WBO на протяжении всего спора. |                      |                                   |                  |
| 12 | Гарри Саймон         | 6 апреля 2002 — 8 июля 2003       | 0                |
| Саймон попал в автомобильную аварию и был вынужден пропустить 8 месяцев, в результате чего был лишён титула.                                                                                                   |                      |                                   |                  |
| 13 | Эктор Хавьер Веласко | 8 июля — 13 сентября 2003         | 0                |
| 14 | Феликс Штурм         | 13 сентября 2003 — 5 июня 2004    | 1                |
| 15 | Оскар Де Ла Хойя     | 5 июня — 18 сентября 2004         | 0                |
| 16 | Бернард Хопкинс      | 18 сентября 2004 — 16 июля 2005   | 1                |
| 17 | Джермен Тейлор       | 16 июля 2005 — 29 сентября 2007   | 3                |
| 18 | Келли Павлик         | 29 сентября 2007 — 17 апреля 2010 | 3                |
| ... |                      |                                   |                  |
| 25 | Деметриус Андраде    | 20 октября 2018 — 26 августа 2022 | 5                |
| Андраде освободил титул в связи с переходом во 2-й средний вес. |                      |                                   |                  |
| 26 | Жанибек Алимханулы   | 26 августа 2022 — н.в.            | 4                |

### Первый средний вес (154 фунт., 69.85 кг)
| №                                                                                                 | Боксер                 | Время действия титула              | Количество защит |
| ------------------------------------------------------------------------------------------------- | ---------------------- | ---------------------------------- | ---------------- |
| 1                                                                                                 | Джон Дэвид Джексон     | 8 декабря 1988 — 17 февраля 1990   | 1                |
| Титул был вакантен после ошибочного решения о ничейном исходе в его бою против Мартина Камары.    |                        |                                    |                  |
| 2                                                                                                 | Джон Дэвид Джексон (2) | 23 октября 1990 — 5 августа 1993   | 3                |
| Джексон освободил титул в связи с переходом в средний вес.                                        |                        |                                    |                  |
| 3                                                                                                 | Верно Филлипс          | 30 октября 1993 — 22 ноября 1995   | 4                |
| 4                                                                                                 | Пол Джонс              | 22 ноября 1995 — 26 февраля 1996   | 0                |
| Джонс был лишен титула после отказа от боя с претендентом Бронко МакКартом.                       |                        |                                    |                  |
| 5                                                                                                 | Бронко МакКарт         | 1 марта — 17 мая 1996              | 0                |
| 6                                                                                                 | Рональд Райт           | 17 мая 1996 — 22 августа 1998      | 3                |
| 7                                                                                                 | Гарри Саймон           | 22 августа 1998 — 27 ноября 2001   | 4                |
| Саймон освободил титул в связи с переходом в средний вес.                                         |                        |                                    |                  |
| 8                                                                                                 | Даниэль Сантос         | 16 марта 2002 — 3 декабря 2005     | 4                |
| 9                                                                                                 | Сергей Дзинзирук       | 3 декабря 2005 — 5 октября 2011    | 6                |
| Дзиндзирук был лишен титула из-за бездействия, вызванного травмами.                               |                        |                                    |                  |
| 10                                                                                                | Заурбек Байсангуров    | 5 октября 2011 — 22 июля 2013      | 2                |
| Байсангуров был лишен титула после отказа от боя с обязательным претендентом Деметриусом Андраде. |                        |                                    |                  |
| 11                                                                                                | Деметриус Андраде      | 9 ноября 2013 — 31 июля 2015       | 1                |
| Андраде был лишен титула из-за бездействия.                                                       |                        |                                    |                  |
| 12                                                                                                | Лиам Смит              | 10 октября 2015 — 17 сентября 2016 | 2                |
| 13                                                                                                | Сауль Альварес         | 17 сентября 2016 — 21 мая 2017     | 5                |
| Альварес освободил титул в связи с переходом в средний вес.                                       |                        |                                    |                  |
| 14                                                                                                | Мигель Анхель Котто    | 26 августа — 2 декабря 2017        | 0                |
| 15                                                                                                | Садам Али              | 2 декабря 2017 — 12 мая 2018       | 0                |
| 16                                                                                                | Хайме Мунгия           | 12 мая 2018 — 23 ноября 2018       | 5                |
| Мунгия освободил титул в связи с переходом в средний вес.                                         |                        |                                    |                  |
| 17                                                                                                | Патрик Тейшейра        | 4 декабря 2019 — 13 февраля 2021   | 0                |
| 18                                                                                                | Брайан Кастаньо        | 13 февраля 2021 — 14 мая 2022      | 1                |
| 19                                                                                                | Джермелл Чарло         | 14 мая 2022 — 30 сентября 2023     | 0                |
| Чарло лишён титула за бой с Канело Альваресом вместо обязательного претендента Тима Цзю.          |                        |                                    |                  |
| 20                                                                                                | Тим Цзю                | 30 сентября 2023 — 30 марта 2024   | 1                |
| 21                                                                                                | Себастьян Фундора      | 30 марта 2024 — 2 мая 2025         | 1                |
| Фундора лишён титула за предстоящий бой-реванш с Цзю, который не входит в рейтинг организации.    |                        |                                    |                  |
| 22                                                                                                | Ксандер Зайас          | 26 июля 2025 — н.в.                | 0                |

### Полусредний вес (147 фунт., 66.678 кг)
| № | Боксер            | Время действия титула             | Количество защит |
| --- | ----------------- | --------------------------------- | ---------------- |
| 1 | Хенаро Леон       | 6 мая — 28 ноября 1989            | 0                |
| Титул Леона был признан вакантным в рейтинге WBO за ноябрь 1989 года. |                   |                                   |                  |
| 2 | Мэннинг Гэллоуэй  | 15 декабря 1989 — 12 февраля 1993 | 7                |
| 3 | Герт Бо Якобсен   | 12 февраля — 13 октября 1993      | 0                |
| Якобсен был лишен титула после того, как снялся с боя с Имонном Лограном из-за гриппа. |                   |                                   |                  |
| 4 | Имонн Лофран      | 16 октября 1993 — 13 апреля 1996  | 5                |
| 5 | Хосе Луис Лопес   | 13 апреля — 21 ноября 1996        | 1                |
| Лопес был лишен титула после положительного теста на марихуану. |                   |                                   |                  |
| 6 | Михай Леу         | 22 февраля 1997 — 21 ноября 1997  | 1                |
| Леу завершил карьеру. |                   |                                   |                  |
| 7 | Ахмед Котиев      | 14 февраля 1998 — 6 мая 2000      | 4                |
| 8 | Даниэль Сантос    | 6 мая 2000 — 5 декабря 2001       | 2                |
| Сантос освободил титул в связи с переходом в 1-й средний вес. |                   |                                   |                  |
| 9 | Антонио Маргарито | 16 марта 2002 — 14 июля 2007      | 7                |
| 10 | Пол Уильямс       | 14 июля 2007 — 9 февраля 2008     | 0                |
| 11 | Карлос Кинтана    | 9 февраля — 7 июня 2008           | 0                |
| 12 | Пол Уильямс (2)   | 7 июня — 14 ноября 2008           | 0                |
| Уильямс освободил титул в связи с переходом в 1-й средний вес. |                   |                                   |                  |
| 13 | Мигель Котто      | 21 февраля — 14 ноября 2009       | 1                |
| 14 | Мэнни Пакьяо      | 14 ноября 2009 — 9 июня 2012      | 3                |
| 15 | Тимоти Брэдли     | 9 июня 2012 — 12 апреля 2012      | 2                |
| 16 | Мэнни Пакьяо (2)  | 12 апреля 2014 — 2 мая 2015       | 1                |
| 17 | Флойд Мейвезер    | 2 мая — 6 июля 2015               | 0                |
| Мейвезер лишен титула за пропущенный срок уплаты сбора WBO а также за то, что он продолжал удерживать титулы чемпиона мира в нескольких весовых категориях, что является нарушением правил и положений WBO. |                   |                                   |                  |
| 18 | Тимоти Брэдли (2) | 6 июля 2015 — 9 февраля 2016      | 1                |
| Брэдли освободил титул после того, как выбрал бой с Мэнни Пакьяо вместо обязательного претендента Садама Али.                                                                                               |                   |                                   |                  |
| 19 | Джесси Варгас     | 5 марта — 5 ноября 2016           | 0                |
| 20 | Мэнни Пакьяо (3)  | 5 ноября 2016 — 2 июля 2017       | 0                |
| 21 | Джефф Хорн        | 2 июля 2017 — 9 июня 2018         | 1                |
| 22 | Теренс Кроуфорд   | 9 июня 2018 — 28 августа 2024     | 7                |
| Кроуфорд освободил титул в связи с переходом в 1-й средний вес. |                   |                                   |                  |
| 23 | Брайан Норман мл. | 12 августа 2024 — н.в.            | 1                |

### Первый полусредний вес (до 63,5 кг; 140 фунтов)
| № | Боксер              | Время действия титула              | Количество защит |
| --- | ------------------- | ---------------------------------- | ---------------- |
| 1 | Эктор Камачо        | 6 марта 1989 – 23 февраля 1991     | 2                |
| 2 | Грег Хауген         | 23 февраля — 18 мая 1991           | 0                |
| 3 | Эктор Камачо (2)    | 18 мая 1991 — 15 мая 1992          | 0                |
| Камачо отказался от титула, чтобы бросить вызов чемпиону WBC Хулио Сезару Чавесу.                                                                               |                     |                                    |                  |
| 4 | Карлос Гонсалес     | 29 июня 1992 — 7 июня 1993         | 3                |
| 5 | Зак Падилла         | 7 июня 1993 — 1 января 1995        | 4                |
| Падилья испытывал постоянные сильные головные боли, и у него обнаружили церебральный тромбоз. Титул был освобождён.                                             |                     |                                    |                  |
| 6 | Сэмми Фуэнтес       | 20 февраля 1993 — 9 марта 1996     | 1                |
| 7 | Джованни Паризи     | 9 марта 1996 — 29 мая 1998         | 5                |
| 8 | Карлос Гонсалес (2) | 29 мая 1998 — 15 мая 1999          | 0                |
| 9 | Рэндалл Бейли       | 15 мая 1999 — 22 июля 2000         | 2                |
| 10 | Энер Хулио          | 22 июля 2000 — 25 июня 2001        | 0                |
| Хулио освободил титул, когда плановый осмотр глаз выявил у него катаракту.                                                                                      |                     |                                    |                  |
| 11 | Демаркус Корли      | 30 июня 2001 — 12 июля 2003        | 2                |
| 12 | Заб Джуда           | 12 июля 2003 — 18 июня 2004        | 1                |
| Джуда освободил титул в связи с переходом в полусредний вес..                                                                                                   |                     |                                    |                  |
| 13 | Мигель Анхель Котто | 11 сентября 2004 — 27 октября 2006 | 6                |
| Котто освободил титул в связи с переходом в полусредний вес. |                     |                                    |                  |
| 14 | Рикардо Торрес      | 18 ноября 2006 — 5 июля 2008       | 3                |
| 15 | Кендалл Холт        | 5 июля 2008 — 4 апреля 2009        | 1                |
| 16 | Тимоти Брэдли       | 4 апреля 2009 — 27 июня 2012       | 3                |
| Брэдли освободил титул в связи с переходом в полусредний вес.                                                                                                   |                     |                                    |                  |
| 17 | Хуан Мануэль Маркес | 27 июня 2012 — 12 октября 2013     | 0                |
| WBO постановила, что Маркесу будет разрешено выйти на бой против Тимоти Брэдли в качестве чемпиона, однако после боя титул будет немедленно объявлен вакантным. |                     |                                    |                  |
| 18 | Майк Альварадо      | 12 октября — 19 октября 2013       | 0                |
| 19 | Руслан Проводников  | 19 октября 2013 — 14 июня 2014     | 0                |
| 20 | Крис Алджиери       | 14 июня — 2 ноября 2014            | 0                |
| Альгиери освободил титул в связи с переходом в полусредний вес.                                                                                                 |                     |                                    |                  |
| 21 | Теренс Кроуфорд     | 18 апреля 2015 — 26 октября 2017   | 6                |
| Кроуфорд освободил титул в связи с переходом в полусредний вес.                                                                                                 |                     |                                    |                  |
| 22 | Морис Хукер         | 9 июня 2018 — 28 июля 2019         | 2                |
| 23 | Хосе Рамирес        | 28 июля 2019 — 22 мая 2021         | 1                |
| 24 | Джош Тейлор         | 22 мая 2021 — 10 июня 2023         | 1                |
| 25 | Теофимо Лопес       | 10 июня 2023 — н.в.                | 3                |

### Лёгкий вес (135 фунт., 61.235 кг)
| № | Боксер              | Время действия титула             | Количество защит |
| --- | ------------------- | --------------------------------- | ---------------- |
| 1 | Маурисио Асевес     | 6 мая 1989 — 22 сентября 1990     | 1                |
| 2 | Дингаан Тобела      | 2 сентября 1990 — 14 июня 1992    | 2                |
| Титул Тобелы был объявлен вакантным после того, как он не смог найти соперника к 14 июня — сроку, установленному WBO.                                                    |                     |                                   |                  |
| 3 | Джованни Паризи     | 25 сентября 1992 — 23 января 1994 | 2                |
| Паризи освободил титул в связи с переходом в 1-й полусредний вес. |                     |                                   |                  |
| 4 | Оскар Де Ла Хойя    | 29 июля 1994 — 9 февраля 1996     | 6                |
| Де Ла Хойя освободил титул в связи с переходом в 1-й полусредний вес. |                     |                                   |                  |
| 5 | Артур Григорян      | 13 апреля 1996 — 3 января 2004    | 17               |
| 6 | Аселину Фрейтас     | 3 января — 7 августа 2004         | 0                |
| 7 | Диего Корралес      | 7 августа 2004 — 14 января 2006   | 1                |
| Корралес был лишен титула после того, как решил провести матч-реванш с Хосе Луисом Кастильо вместо обязательного претендента Аселино Фрейтаса.                           |                     |                                   |                  |
| 8 | Аселину Фрейтас (2) | 29 апреля 2006 — 28 апреля 2007   | 0                |
| 9 | Хуан Диас           | 28 апреля 2007 — 8 марта 2008     | 1                |
| 10 | Нейт Кэмпбелл       | 8 марта 2008 — 13 февраля 2009    | 0                |
| Кэмпбелл был лишён своих объединённых титулов чемпиона мира по версиям IBF и WBO после того, как не смог уложиться в весовую категорию за день до боя против Али Фунеки. |                     |                                   |                  |
| 11 | Хуан Мануэль Маркес | 28 февраля 2009 — 26 января 2012  | 2                |
| Маркес освободил титул в связи с переходом в 1-й полусредний вес. |                     |                                   |                  |
| 12 | Рики Бёрнс          | 26 января 2012 — 1 марта 2014     | 4                |
| 13 | Теренс Кроуфорд     | 1 марта 2014 — 5 марта 2015       | 2                |
| Кроуфорд освободил титул в связи с переходом в 1-й полусредний вес. |                     |                                   |                  |
| 14 | Терри Флэнаган      | 11 июля 2015 — 26 октября 2017    | 5                |
| Флэнаган освободил титул в связи с переходом в 1-й полусредний вес. |                     |                                   |                  |
| 15 | Раймундо Бельтран   | 16 февраля — 25 августа 2018      | 0                |
| 16 | Хосе Педраса        | 25 августа — 8 декабря 2018       | 0                |
| 17 | Василий Ломаченко   | 8 декабря 2018 — 17 октября 2020  | 3                |
| 18 | Теофимо Лопес       | 17 октября 2020 — 27 ноября 2021  | 0                |
| 19 | Джордж Камбосос     | 27 ноября 2021 — 5 июня 2022      | 0                |
| 20 | Девин Хейни         | 5 июня 2022 — 29 ноября 2023      | 2                |
| Хейни освободил титул в связи с переходом в 1-й полусредний вес. |                     |                                   |                  |
| 21 | Денис Беринчик      | 18 мая 2024 — 14 февраля 2025     | 0                |
| 22 | Кишон Дэвис         | 14 февраля 2025 — н.в.            | 0                |

### Второй полулегкий вес (130 фунт., 58.967 кг)
| № | Боксер                | Время действия титула              | Количество защит |
| --- | --------------------- | ---------------------------------- | ---------------- |
| 1 | Джон Молина           | 29 апреля — 15 октября 1989        | 0                |
| Молина был лишен титула после боя за титул IBF. |                       |                                    |                  |
| 2 | Камель Бу-Али         | 9 декабря — 21 марта 1992          | 2                |
| 3 | Дэниел Лондас         | 21 марта — 4 сентября 1992         | 0                |
| 4 | Джимми Бредаль        | 4 сентября 1992 — 5 марта 1994     | 1                |
| 5 | Оскар Де Ла Хойя      | 5 марта — 5 июня 1994              | 1                |
| Де Ла Хойя освободил титул в связи с переходом в легкий вес. |                       |                                    |                  |
| 6 | Рехилио Туур          | 24 сентября 1994 — 17 января 1997  | 6                |
| Туур завершил карьеру. |                       |                                    |                  |
| 7 | Барри Джонс           | 19 декабря 1997 — 1998             | 0                |
| Джонс лишился боксёрской лицензии после того, как сканирование мозга выявило аномалию. WBO объявила его титул вакантным до того, как Джонс вновь получил лицензию. |                       |                                    |                  |
| 8 | Анатолий Александров  | 16 мая 1998 — 7 августа 1999       | 1                |
| 9 | Аселину Фрейтас       | 7 августа 1999 — 18 января 2004    | 10               |
| Фрейтас освободил титул в связи с переходом в легкий вес. |                       |                                    |                  |
| 10 | Диего Корралес        | 6 марта — 18 июня 2004             | 0                |
| Корралес освободил титул в связи с переходом в легкий вес. |                       |                                    |                  |
| 11 | Майк Анчондо          | 15 июля 2004 — 8 апреля 2005       | 0                |
| 12 | Хорхе Родриго Барриос | 8 апреля 2005 — 15 сентября 2006   | 2                |
| Барриос был лишён титула после того, как не смог уложиться в вес за день до запланированного поединка против Хоана Гусмана.                                        |                       |                                    |                  |
| 13 | Хоан Гусман           | 16 сентября 2006 — с               | 2                |
| Гусман освободил титул в связи с переходом в легкий вес. |                       |                                    |                  |
| 14 | Алекс Артур           | 14 мая 2008 — 9 сентября 2008      | 0                |
| 15 | Ники Кук              | 9 сентября 2008 — 14 марта 2009    | 0                |
| 16 | Роман Мартинес        | 14 марта 2009 — 4 сентября 2010    | 2                |
| 17 | Рики Бёрнс            | 4 сентября 2010 — 13 сентября 2011 | 3                |
| Бёрнс освободил титул в связи с переходом в легкий вес. |                       |                                    |                  |
| 18 | Эдриэн Бронер         | 26 ноября 2011 — 20 июля 2012      | 1                |
| Бронер был лишен титула после того, как не смог уложиться в вес за день до запланированного боя с обязательным претендентом Висенте Эскобедо.                      |                       |                                    |                  |
| 19 | Роман Мартинес (2)    | 15 сентября 2012 — 9 ноября 2013   | 2                |
| 20 | Майки Гарсия          | 9 ноября 2013 — 14 октября 2014    | 1                |
| 21 | Орландо Салидо        | 14 октября 2014 — 11 апреля 2015   | 0                |
| 22 | Роман Мартинес (3)    | 11 апреля 2015 — 11 июня 2016      | 0                |
| 23 | Василий Ломаченко     | 11 июня 2016 — 23 мая 2018         | 4                |
| Ломаченко освободил титул в связи с переходом в лёгкий вес, после того, как победил Хорхе Линареса в бою за титул чемпиона мира по версии WBA                      |                       |                                    |                  |
| 24 | Масаюки Ито           | 28 июля 2018 — 25 мая 2019         | 1                |
| 25 | Джамель Херринг       | 25 мая 2019 — 23 октября 2021      | 3                |
| 26 | Шакур Стивенсон       | 23 октября 2021 — 22 сентября 2022 | 1                |
| Стивенсон был лишён титула после того, как не уложился в вес перед боем против обязательного претендента Робсона Консейсао.                                        |                       |                                    |                  |
| 27 | Эмануэль Наваррете    | 3 февраля 2023 — н.в.              | 4                |

### Полулёгкий вес (до 57,2 кг; 126 фунтов)
| № | Боксер              | Время действия титула             | Количество защит |
| --- | ------------------- | --------------------------------- | ---------------- |
| 1 | Маурицио Стекка     | 28 января — 11 ноября 1989        | 1                |
| 2 | Луис Эспиноза       | 11 ноября 1989 — 7 апреля 1990    | 0                |
| 3 | Хорхе Паэс          | 7 апреля 1990 — 16 января 1991    | 1                |
| Паес освободил титул в связи с переходом во 2-й полулёгкий вес.                                                                                         |                     |                                   |                  |
| 4 | Маурицио Стекка (2) | 26 января 1991 — 16 февраля 1992  | 2                |
| 5 | Колин Макмиллан     | 16 февраля — 26 сентября 1992     | 0                |
| 6 | Рубен Дарио Паласио | 26 сентября 1992 — 16 апреля 1993 | 0                |
| Паласио был лишен титула после того, как не прошел медицинское обследование перед боем из-за положительного результата теста на ВИЧ.                    |                     |                                   |                  |
| 7 | Стив Робинсон       | 17 апреля 1993 — 30 сентября 1995 | 7                |
| 8 | Насим Хамед         | 30 сентября 1995 — 5 октября 2000 | 15               |
| Хамед освободил титул после того, как HBO отказалась утвердить обязательного претендента Иштвана Ковача                                                 |                     |                                   |                  |
| 9 | Иштван Ковач        | 27 апреля 1993 — 16 июня 2001     | 0                |
| 10 | Хулио Пабло Чакон   | 16 июня 2001 — 19 октября 2002    | 2                |
| 11 | Скотт Харрисон      | 19 октября 2002 — 12 июля 2003    | 2                |
| 12 | Мануэль Медина      | 12 июля 2003 — 29 ноября 2003     | 0                |
| 13 | Скотт Харрисон (2)  | 29 ноября 2003 — 6 декабря 2006   | 6                |
| Харрисон отказался от титула после того, как снялся с боя против Никки Кука, в связи с тем, что не смог уложиться в лимит полулёгкой весовой категории. |                     |                                   |                  |
| 14 | Хуан Мануэль Маркес | 6 декабря 2006 — 3 апреля 2007    | 0                |
| Маркес оосвободил титул в связи с переходом во 2-й полулегкий вес.                                                                                      |                     |                                   |                  |
| 15 | Стивен Луэвано      | 14 июля 2007 — 23 января 2010     | 5                |
| 16 | Мануэль Хуан Лопес  | 23 января 2010 — 16 апреля 2011   | 1                |
| 17 | Орландо Салидо      | 16 апреля 2011 — 19 января 2013   | 2                |
| 18 | Майки Гарсия        | 19 января — 14 июня 2013          | 0                |
| Гарсия был лишён титула после того, как не уложился в вес накануне запланированного боя с Хуаном Мануэлем Лопесом.                                      |                     |                                   |                  |
| 19 | Орландо Салидо (2)  | 12 октября 2013 — 28 февраля 2014 | 0                |
| Салидо был лишён титула после того, как не уложился в вес накануне запланированного боя с Василием Ломаченко.                                           |                     |                                   |                  |
| 20 | Василий Ломаченко   | 21 июня 2014 — 21 июля 2016       | 3                |
| Ломаченко освободил титул в связи с переходом во 2-й полулегкий вес.                                                                                    |                     |                                   |                  |
| 21 | Оскар Вальдес       | 23 июля 2016 — 2 августа 2019     | 6                |
| Вальдес освободил титул в связи с переходом во 2-й полулегкий вес.                                                                                      |                     |                                   |                  |
| 22 | Шакур Стивенсон     | 26 октября 2019 — 7 июля 2020     | 0                |
| Стивенсон освободил титул в связи с переходом во 2-й полулегкий вес.                                                                                    |                     |                                   |                  |
| 23 | Эмануэль Наваррете  | 9 октября 2020 — 9 февраля 2023   | 3                |
| Наваррете освободил титул в связи с переходом во 2-й полулегкий вес.                                                                                    |                     |                                   |                  |
| 24 | Робейси Рамирес     | 1 апреля — 9 декабря 2023         | 1                |
| 25 | Рафаэль Эспиноса    | 9 декабря 2023 — н.в.             | 3                |

### Второй легчайший вес (122 фунт., 55.225 кг)
| № | Боксер                    | Время действия титула             | Количество защит |
| --- | ------------------------- | --------------------------------- | ---------------- |
| 1 | Кенни Митчелл             | 29 апреля — 9 декабря 1989        | 1                |
| 2 | Валерио Нати              | 9 декабря 1989 — 12 мая 1990      | 0                |
| 3 | Орландо Фернандес         | 12 мая 1990 — 24 мая 1991         | 0                |
| 4 | Джесси Бенавидес          | 24 мая 1991 — 15 октября 1992     | 1                |
| 5 | Дюк Маккензи              | 15 октября 1992 — 9 июня 1993     | 0                |
| 6 | Даниэль Хименес           | 9 июня 1993 — 31 марта 1995       | 4                |
| 7 | Марко Антонио Баррера     | 31 марта 1995 — 22 ноября 1996    | 8                |
| 8 | Джуниор Джонс             | 22 ноября 1996 — 18 апреля 1997   | 1                |
| 9 | Кеннеди Маккинни          | 18 апреля 1997 — 30 мая 1998      | 0                |
| Маккинни отказался от титула, чтобы бросить вызов чемпиону WBO в полулёгком весе Насиму Хамеду, однако бой был отменён после того, как Хамед получил травму правой руки во время тренировки. |                           |                                   |                  |
| 10 | Марко Антонио Баррера (2) | 31 октября 1998 — 19 февраля 2000 | 2                |
| 11 | Эрик Моралес              | 19 февраля 2000 — 24 февраля 2000 | 0                |
| Моралес был лишен титула после того, как комитет WBO не согласился с оценками в его бою с Баррерой. Баррера также был восстановлен в качестве чемпиона.                                      |                           |                                   |                  |
| 12 | Марко Антонио Баррера (2) | 24 февраля 2000 — 1 июня 2001     | 2                |
| Баррера отказался от титула, чтобы остаться в полулегком весе. |                           |                                   |                  |
| 13 | Агапито Санчес            | 23 июня 2001 — 13 августа 2002    | 1                |
| Санчес лишен титула за проваленный тест на зрение перед боем. |                           |                                   |                  |
| 14 | Хоан Гусман               | 17 августа 2002 — 4 июля 2005     | 2                |
| Гусман освободил титул в связи с переходом в полулегкий вес. |                           |                                   |                  |
| 15 | Даниэль Понсе де Леон     | 29 октября 2005 — 7 июня 2008     | 6                |
| 16 | Хуан Мануэль Лопес        | 7 июня 2008 — январь 2010         | 5                |
| Лопес освободил титул в связи с переходом в полулегкий вес. |                           |                                   |                  |
| 17 | Вильфредо Васкес мл.      | 27 февраля 2010 — 7 мая 2011      | 2                |
| 18 | Хорхе Арсе                | 7 мая — 18 ноября 2011            | 1                |
| Арсе отказался от титула, чтобы перейти в легчайший вес. |                           |                                   |                  |
| 19 | Нонито Донэйр             | 4 февраля 2012 — 13 апреля 2013   | 3                |
| 20 | Гильермо Ригондо          | 13 апреля 2013 — 28 октября 2015  | 3                |
| Ригондо был лишен титула из-за бездействия. |                           |                                   |                  |
| 21 | Нонито Донэйр (2)         | 11 декабря 2015 — 5 ноября 2016   | 1                |
| 22 | Джесси Магдалено          | 5 ноября 2016 — 28 августа 2018   | 1                |
| 23 | Айзек Догбо               | 28 апреля — 8 декабря 2018        | 1                |
| 24 | Эмануэль Наваррете        | 8 декабря 2018 — 11 июля 2020     | 5                |
| Наваррете освободил титул в связи с переходом в полулёгкий вес. |                           |                                   |                  |
| 25 | Анджело Лео               | 1 августа 2020 — 23 января 2021   | 0                |
| 26 | Стивен Фултон             | 23 января 2021 — 25 июля 2023     | 2                |
| 27 | Наоя Иноуэ                | 25 июля 2023 — н.в.               | 5                |

### Легчайший вес (118 фунт., 53.525 кг)
| № | Боксер                   | Время действия титула             | Количество защит |
| --- | ------------------------ | --------------------------------- | ---------------- |
| 1 | Израиль Контрерас        | 3 февраля 1989 — 20 февраля 1991  | 1                |
| Контрерас отказался от титула, чтобы сразиться с Луисито Эспиносой за титул WBA. |                          |                                   |                  |
| 2 | Габи Каньисалес          | 12 марта — 30 июня 1991           | 0                |
| 3 | Дюк Маккензи             | 30 июня 1991 — 13 мая 1992        | 2                |
| 4 | Рафаэль дель Валье       | 13 мая 1992 — 30 июля 1994        | 2                |
| 5 | Альфред Котей            | 30 июля 1994 — 21 октября 1995    | 2                |
| 6 | Даниэль Хименес          | 21 октября 1995 — 26 апреля 1996  | 1                |
| 7 | Робби Риган              | 26 апреля 1996 — 18 июля 1997     | 0                |
| Риган отказался от титула из-за проблем со здоровьем. |                          |                                   |                  |
| 8 | Хорхе Эльесер Хулио      | 28 июля 1997 — 8 января 2000      | 3                |
| 9 | Джонни Тапиа             | 8 января 1996 — 16 августа 2000   | 0                |
| Тапиа отказался от титула, чтобы сразиться с Поли Айалой во 2-й легчайший вес. |                          |                                   |                  |
| 10 | Маурисио Мартинес        | 4 сентября 2000 — 15 марта 2002   | 1                |
| 11 | Круз Карбахал            | 15 марта 2002 — 7 мая 2004        | 2                |
| 12 | Ратаначай Сор Ворапин    | 7 мая 2004 — 29 октября 2005      | 1                |
| 13 | Джонни Гонсалес          | 29 октября 2005 — 11 августа 2007 | 1                |
| 14 | Джерри Пеньялоса         | 11 августа 2007 — 25 апреля 2009  | 1                |
| Пеньялоса освободил титул в связи с переходом в полулёгкий вес. |                          |                                   |                  |
| 15 | Фернандо Монтиель        | 25 апреля 2009 — 19 февраля 2011  | 2                |
| 16 | Нонито Донэйр            | 19 февраля 2011 — 22 октября      | 1                |
| Донэйр освободил титул в связи с переходом во 2-й легчайший вес. |                          |                                   |                  |
| 17 | Хорхе Арсе               | 26 ноября 2011 — 15 августа 2012  | 0                |
| Арсе освободил титул. |                          |                                   |                  |
| 18 | Пунглуанг Сор Сингью     | 20 октября 2012 — 2 марта 2013    | 0                |
| 19 | Паулус Амбунда           | 2 марта — 1 августа 2013          | 0                |
| 20 | Томоки Камэда            | 1 августа 2013 — 23 апреля 2015   | 3                |
| Камеда отказался от титула. |                          |                                   |                  |
| 21 | Пунглуанг Сор Сингью (2) | 8 августа 2015 — 27 июля 2016     | 1                |
| 22 | Марлон Тапалес           | 27 июля 2016 — 22 апреля 2017     | 0                |
| 23 | Золани Тете              | 23 апреля 2017 — 30 ноября 2019   | 3                |
| 24 | Джонриэль Касимеро       | 30 ноября 2019 — 3 мая 2022       | 2                |
| Касимеро был лишен титула после того, как бой с обязательным претендентом Полом Батлером был отменен во второй раз (из-за того, что Касимеро сбросил слишком много веса и посетил сауну перед взвешиванием). |                          |                                   |                  |
| 25 | Пол Батлер               | 3 мая — 13 декабря 2022           | 0                |
| 26 | Наоя Иноуэ               | 13 декабря 2022 — 13 января 2023  | 0                |
| Иноуэ освободил титул в связи с переходом в 2-й легчайший вес. |                          |                                   |                  |
| 27 | Джейсон Молони           | 13 мая 2023 — 6 мая 2024          | 1                |
| 28 | Ёсики Такеи              | 6 мая 2024 — н.в.                 | 2                |

### Второй наилегчайший вес (115 фунт., 52.163 кг)
| № | Боксер                | Время действия титула              | Количество защит |
| --- | --------------------- | ---------------------------------- | ---------------- |
| 1 | Хосе Руис Матос       | 29 апреля 1989 — 22 февраля 1992   | 4                |
| 2 | Хосе Кирино           | 22 февраля – 4 сентября 1992       | 3                |
| 3 | Джонни Бредаль        | 4 сентября 1992 – 16 июля 1994     | 3                |
| Бредаль был лишен титула. |                       |                                    |                  |
| 4 | Джонни Тапиа          | 14 октября 1994 — декабрь 1998     | 13               |
| Тапия освободил титул в связи с переходом в легчайший вес.                                                                              |                       |                                    |                  |
| 5 | Виктор Годой          | декабрь 1998 – 7 июня 1999         | 0                |
| 6 | Диего Моралес         | 7 июня – 20 ноября 1999            | 1                |
| 7 | Адонис Ривас          | 20 ноября 1999 – 16 июня 2001      | 2                |
| 8 | Педро Алькасар        | 16 июня 2001 – 22 июня 2002        | 1                |
| 9 | Фернандо Монтьель     | 22 июня 2002 – 16 августа 2003     | 1                |
| 10 | Марк Джонсон          | 16 августа 2003 – 25 сентября 2004 | 1                |
| 11 | Иван Эрнандес         | 25 сентября 2004 – 9 апреля 2005   | 0                |
| 12 | Фернандо Монтьель (2) | 9 апреля 2005 – 10 февраля 2009    | 6                |
| Монтиэль был открыт для боя с Виком Дарчиняном за звание абсолютного чемпиона, однако на следующий день титул Монтиэля был аннулирован. |                       |                                    |                  |
| 13 | Хосе Лопес            | 28 марта – 4 сентября 2009         | 0                |
| 14 | Марвин Сонсона        | 4 сентября – 20 ноября 2009        | 0                |
| Сонсона был лишён титула после того, как не уложился в вес в день боя против Алехандро Эрнандеса.                                       |                       |                                    |                  |
| 15 | Хорхе Арсе            | 30 января – апрель 2010            | 0                |
| Арсе отказывается от своего титула, чтобы перейти в легчайший вес.                                                                      |                       |                                    |                  |
| 16 | Омар Нарваэс          | 15 мая 2010 – 30 декабря 2014      | 11               |
| 17 | Наоя Иноуэ            | 30 декабря 2014 – 6 марта 2018     | 7                |
| Иноуэ освободил титул в связи с переходом в легчайший вес.                                                                              |                       |                                    |                  |
| 18 | Донни Ньетес          | 31 декабря 2018 – 28 февраля 2019  | 0                |
| Нитес освобождает титул, чтобы провести решающий бой в своей карьере.                                                                   |                       |                                    |                  |
| 19 | Кадзуто Иока          | 19 июня 2019 – 15 февраля 2023     | 6                |
| Иока отказался от титула, чтобы добиться реванша с Джошуа Франко.                                                                       |                       |                                    |                  |
| 20 | Дзюнто Накатани       | 20 мая — 13 декабря 2023           | 1                |
| Накатани освободил титул в связи с переходом в легчайший вес.                                                                           |                       |                                    |                  |
| 21 | Косэй Танака          | 24 февраля — 14 октября 2024       | 0                |
| 22 | Фумелеле Кафу         | 14 октября 2024 — н.в.             | 0                |

### Наилегчайший вес (112 фунт., 50.802 кг)
| № | Боксер                   | Время действия титула             | Количество защит |
| --- | ------------------------ | --------------------------------- | ---------------- |
| 1 | Элвис Альварес           | 3 марта 1989 — 1990               | 0                |
| Альварес отказался от титула.                                                                                                |                          |                                   |                  |
| 2 | Исидро Перес             | 18 августа 1990 — 18 марта 1992   | 2                |
| 3 | Пэт Клинтон              | 18 марта 1992 — 15 мая 1993       | 1                |
| 4 | Джейкоб Матлала          | 15 мая 1993 — 11 февраля 1995     | 3                |
| 5 | Альберто Хименес         | 11 февраля 1995 — 13 декабря 1996 | 5                |
| 6 | Карлос Габриэль Салазар  | 13 декабря 1996 — 14 августа 1998 | 5                |
| 7 | Рубен Санчес Леон        | 14 августа 1998 — 23 апреля 1999  | 1                |
| 8 | Хосе Антонио Лопес Буено | 23 апреля — июнь 1999             | 1                |
| Буэно лишается титула из-за травмы лодыжки, что не позволило ему защищать титул.                                             |                          |                                   |                  |
| 9 | Исидро Гарсиа            | 18 декабря 1999 — 15 декабря 2000 | 1                |
| 10 | Фернандо Монтиэль        | 15 декабря 2000 — 22 июня 2002    | 3                |
| Титул Монтиэля стал вакантным, когда он вышел на ринг против Педро Алькасара за титул чемпиона WBO во 2-м наилегчайшем весе. |                          |                                   |                  |
| 11 | Адонис Ривас             | 22 июня — 13 июля 2002            | 0                |
| 12 | Омар Андрес Нарваэс      | 13 июля 2002 — 14 мая 2010        | 16               |
| Нарваэс освобождает ттитул в связи с переходом во 2-й наилегчайший вес.                                                      |                          |                                   |                  |
| 13 | Хулио Сесар Миранда      | 12 июня 2010 — 16 июля 2011       | 3                |
| 14 | Брайан Вилория           | 16 июля 2011 — 6 апреля 2013      | 3                |
| 15 | Хуан Франсиско Эстрада   | 6 апреля 2013 — 14 сентября 2016  | 5                |
| Эстрада освобождает титул в связи с переходом в 2-й наилегчайший вес.                                                        |                          |                                   |                  |
| 16 | Цзоу Шимин               | 5 ноября 2016 — 28 июля 2017      | 0                |
| 17 | Сё Кимура                | 28 июля 2017 — 24 сентября 2018   | 2                |
| 18 | Косэй Танака             | 24 сентября 2018 — 31 января 2020 | 3                |
| Танака освобождает титул в связи с переходом в 2-й наилегчайший вес.                                                         |                          |                                   |                  |
| 19 | Дзюнто Накатани          | 6 ноября 2020 — 27 октября 2022   | 2                |
| Накатани освободил титул в связи с переходом во 2-й наилегчайший вес.                                                        |                          |                                   |                  |
| 20 | Джесси Родригес          | 8 апреля 2023 — 29 марта 2024     | 1                |
| Родригес освободил титул в связи с переходом во 2-й наилегчайший вес.                                                        |                          |                                   |                  |
| 21 | Энтони Оласкуага         | 20 июля 2024 — н.в.               | 2                |

### Первый наилегчайший вес (108 фунт., 48.988 кг)
| № | Боксер               | Время действия титула             | Количество защит |
| --- | -------------------- | --------------------------------- | ---------------- |
| 1 | Хосе Де Хесус        | 19 мая 1989 — март 1992           | 3                |
| Де Хесус был лишен титула после того, как не смог защитить его в течение определенного периода времени. |                      |                                   |                  |
| 2 | Джошуа Камачо        | 31 июля 1992 — 15 июля 1994       | 1                |
| 3 | Майкл Карбахаль      | 15 июля 1994 — 12 ноября 1994     | 0                |
| Карбахаль лишен титула за неспособность защитить его.                                                   |                      |                                   |                  |
| 4 | Пол Вейр             | 23 ноября 1994 — 18 ноября 1995   | 1                |
| 5 | Джейкоб Матлала      | 18 ноября 1995 — 1997             | 2                |
| Матлала отказался от защиты титула, чтобы провести бой с Майклом Карбахалом.                            |                      |                                   |                  |
| 6 | Хесус Чонг           | 31 мая — 25 августа 1997          | 0                |
| 7 | Мельчор Коб Кастро   | 25 августа 1997 — 17 января 1998  | 0                |
| 8 | Хуан Доминго Кордова | 17 января — 5 декабря 1998        | 1                |
| 9 | Хорхе Арсе           | 5 декабря 1998 — 31 июля 1999     | 1                |
| 10 | Майкл Карбахаль (2)  | 31 июля — август 1999             | 0                |
| Карбахаль завершил карьеру.                                                                             |                      |                                   |                  |
| 11 | Масибулеле Макепула  | 19 февраля — 3 июля 2000          | 0                |
| Макепула освободил титул в связи с переходом в наилегчайший вес.                                        |                      |                                   |                  |
| 12 | Нельсон Дьеппа       | 14 апреля 2001 — 30 апреля 2005   | 5                |
| 13 | Уго Касарес          | 30 апреля 2005 — 25 августа 2007  | 4                |
| 14 | Иван Кальдерон       | 25 августа 2007 — 28 августа 2010 | 6                |
| 15 | Джовани Сегура       | 28 августа 2010 — 22 апреля 2011  | 1                |
| Сегура освободил ждает титул в связи с переходом в наилегчайший вес.                                    |                      |                                   |                  |
| 16 | Хесус Хелес          | 22 апреля — 30 апреля 2011        | 0                |
| 17 | Рамон Гарсия Хиралес | 30 апреля — 8 октября 2011        | 0                |
| 18 | Донни Ньетес         | 8 октября 2011 — 3 августа 2016   | 9                |
| Ньетес освободил титул в связи с переходом в наилегчайший вес.                                          |                      |                                   |                  |
| 19 | Косэй Танака         | 31 декабря 2016 — 30 ноября 2017  | 2                |
| 20 | Анхель Акоста        | 2 декабря 2017 — 21 июня 2019     | 3                |
| 21 | Элвин Сото           | 21 июня 2019 — 16 октября 2021    | 3                |
| 22 | Джонатан Гонсалес    | 16 октября 2021 — 19 июня 2024    | 2                |
| Гонсалес освободил титул в связи с переходом в наилегчайший вес.                                        |                      |                                   |                  |
| 23 | Шокичи Ивата         | 13 октября 2024 — 13 марта 2025   | 0                |
| 24 | Рене Сантьяго        | 13 марта 2025 — н.в.              | 0                |

### Минимальный вес (105 фунт., 47.627 кг)
| № | Боксер               | Время действия титула              | Количество защит |
| --- | -------------------- | ---------------------------------- | ---------------- |
| 1 | Рафаэль Торрес       | 30 августа 1989 — 1993             | 1                |
| 2 | Пол Вейр             | 15 мая — 16 декабря 1993           | 1                |
| Вейр в связи с переходом в 1-й наилегчайший вес и сразиться с Хосе Камачо.                                              |                      |                                    |                  |
| 3 | Алекс Санчес         | 22 декабря 1993 — 23 августа 1997  | 6                |
| 4 | Рикардо Лопес        | 23 августа — августа 1997          | 0                |
| 5 | Эрик Джамили         | 19 декабря 1997 — 30 мая 2008      | 0                |
| 6 | Кермин Гуардиа       | 30 мая 1998 — 2001                 | 3                |
| Гуардия освободил титул в связи с переходом в 1-й наилегчайший вес.                                                     |                      |                                    |                  |
| 7 | Хорхе Мата           | 29 июня 2002 — 28 марта 2007       | 1                |
| 8 | Эдуардо Рэй Маркес   | 28 марта 2007 — 3 мая 2003         | 0                |
| 9 | Иван Кальдерон       | 3 мая 2003 — 25 августа 2007       | 11               |
| Кальдерон освободил титул в связи с переходом в в 1-й наилегчайший вес.                                                 |                      |                                    |                  |
| 10 | Донни Ньетес         | 30 сентября 2007 — 28 февраля 2011 | 4                |
| Ньетес освобождает титул в связи с переходом в 1-й наилегчайший вес.                                                    |                      |                                    |                  |
| 11 | Рауль Гарсия         | 28 февраля — 27 августа 2011       | 1                |
| 12 | Мойзес Фуэнтес       | 27 августа 2011 — 19 апреля 2013   | 2                |
| Фуэнтес освобождает титул в связи с переходом в 1-й наилегчайший вес.                                                   |                      |                                    |                  |
| 13 | Мерлито Сабильо      | 19 апреля 2013 — 22 марта 2014     | 2                |
| 14 | Франсиско Родригес   | 22 марта 2014 — 15 декабря 2014    | 1                |
| Родригес намерен перейти в другую весовую категорию. Титул был объявлен вакантным в рейтинге WBO за декабрь 2014 года.] |                      |                                    |                  |
| 15 | Кацунари Такаяма     | 31 декабря 2014 — 3 марта 2015     | 0                |
| Такаяма отказался от титула WBO, чтобы вместо обязательной защиты провести бой с Фахланом Саккрилином..]                |                      |                                    |                  |
| 16 | Косэй Танака         | 30 мая 2015 — 7 апреля 2016        | 1                |
| Танака освободил титул в связи с переходом в 1-й наилегчайший вес.]                                                     |                      |                                    |                  |
| 17 | Кацунари Такаяма (2) | 14 апреля — 27 августа 2017        | 0                |
| Такаяма ушел из профессионального бокса, чтобы принять участие в летних Олимпийских играх 2020 года.]                   |                      |                                    |                  |
| 18 | Тацуя Фукухара       | 14 апреля — 27 августа 2017        | 0                |
| 19 | Рюя Яманака          | 27 августа 2017 — 13 июля 2018     | 1                |
| 20 | Вик Салудар          | 13 июля 2018 — 24 августа 2019     | 1                |
| 21 | Вильфредо Мендес     | 24 августа 2019 — 14 декабря 2021  | 2                |
| 22 | Масатака Танигучи    | 14 декабря 2021 — 6 января 2023    | 1                |
| 23 | Мелвин Иерусалим     | 6 января — 27 мая 2023             | 0                |
| 24 | Оскар Колласо        | 27 мая 2023 — н.в.                 | 5                |